# المضادات الحيوية الوقائية في طب الأسنان
تُعرف المضادات الحيوية الوقائية في طب الأسنان على أنها إعطاء المضادات الحيوية لمرضى الأسنان من أجل الوقاية من العواقب الضارة لتجرثم الدم التي قد تكون ناجمة عن غزو الفلورا الفموية الموجودة في اللثة المصابة أو الآفات الذروية حول السنية أثناء علاج الأسنان.
تبقى هذه المسألة قيد المراجعة المستمرة بهدف تقديم توصيات بناءً على أدلة علمية سليمة.
في الماضي، اعتُقد أن تجرثم الدم الناجم عن معالجات الأسنان كتنظيف أو قلع الأسنان مثلًا (والحادث في معظم الحالات بسبب العقديات المخضرة الموجودة في تجويف الفم) أكثر أهمية سريريًا مما هو عليه في الواقع. ومع ذلك، من المهم إخبار طبيب الأسنان أو اختصاصي صحة الفم بأي مشاكل في القلب قبل بدء العلاج. توصف المضادات الحيوية للمرضى الذين يعانون من بعض أمراض القلب كإجراء وقائي، على الرغم من تغير هذه الممارسة في الولايات المتحدة بعد صدور إرشادات جمعية القلب الأمريكية الجديدة في عام 2007، وفي المملكة المتحدة اعتبارًا من أغسطس 2018 بسبب نصائح (إس دي سي إي بّي) الجديدة المنشورة خطوط إرشاد نيس (إن آي سي إي). وبالمثل، فإن تنظيف الأسنان بالفرشاة والخيط يوميًا قد يؤدي إلى تجرثم الدم. على الرغم من وجود القليل من الأدلة لدعم استعمال المضادات الحيوية وقائيًا عند علاج الأسنان، لكن إرشادات (إيه إتش إيه) الحالية مقبولة للغاية من قبل الأطباء والمرضى على حد سواء.

## القواعد الإرشادية
توجد اليوم مبادئ توجيهية رسمية لوصف المضادات الحيوية وقائيًا من أجل الوقاية من التهاب الشغاف الجرثومي وعدوى المفاصل الاصطناعية. هذه المبادئ التوجيهية في جدل مستمر ومراجعات من قبل اللجان المهنية المختلفة. بالإضافة إلى ذلك، هناك العديد من الحالات الطبية التي أوصى الأطباء باستخدام المضادات الحيوية بشكل وقائي فيها على الرغم من عدم وجود دليل يدعم هذه الممارسة. تتضمن هذه الحالات تحويلة غسيل الكلى، وتحويلة السائل الدماغي الشوكي، والطعم الوعائي، وكبح المناعة التالي للسرطان والعلاج الكيميائي للسرطان، والذئبة الحمامية الجهازية، والنمط الأول من داء السكري.
من المهم أن يبقى مرضى الأسنان والممارسون على علم بأحدث التوصيات المقدمة من الهيئات الحاكمة المهنية مثل برنامج الفعالية السريرية لطب الأسنان الإسكتلندي (إس دي سي إي بّي)، وجمعية طب الأسنان الأمريكية (إيه دي إيه)، وجمعية القلب الأمريكية (إيه إتش إيه) والجمعية الأمريكية لجراحي العظام (إيه إيه أو إس). يهدف العلاج الوقائي بالمضادات الحيوية إلى تجنب النتائج السلبية عند بعض المرضى المعرضين «لخطر الإصابة بمضاعفات ما بعد الجراحة». توصف أنظمة المضادات الحيوية القياسية بشكل روتيني وتؤخذ قبل إجراءات الأسنان من أجل تجنب المضاعفات الجهازية الثانوية لتجرثم الدم العابر الناتج عن العمل ضمن أنسجة الفم. على الرغم من أن (إيه دي إيه) -بالتعاون مع (إيه إتش إيه) و(إيه إيه أو إس)- نشرت مبادئ توجيهية تحدد المرضى الذين يجب أن يتلقوا العلاج بالمضادات الحيوية، يستمر البحث في تحديد الدور الذي قد يلعبه علاج الأسنان في التسبب في نتائج سلبية في هؤلاء المرضى.

## التوصيات
نشر برنامج الفعالية السريرية لطب الأسنان الإسكتلندي (إس دي سي إي بّي) توصيات في هذا المجال (أغسطس 2018) لفريق الأسنان حول أفضل السبل للالتزام بالمبادئ التوجيهية من قبل نيس. اعترفت نيس بهذه التوصيات في يوليو 2018. تهدف التوصيات إلى توضيح الظروف والإدارة عندما لا يكون المرضى ضمن نطاق إرشادات نيس للوقاية من المضادات الحيوية.
- يجب أن تؤخذ الاعتبارات من قبل أخصائي الرعاية الصحية أيضًا من أجل ممارسة حكمهم السريري وموافقة المريض في اتخاذ القرار.[5]

عدوى التهاب الشغاف الجرثومي (آي إي) هو عبارة عن عدوى في صمامات القلب.
عُقدت المعتقدات السابقة التي يمكن أن تحفز (آي إي) من إجراءات الأسنان بسبب الطبيعة الغازية للعلاج، لذلك جرى وصف المضادات الحيوية على نطاق واسع قبل علاج الأسنان لمنع ذلك. تغير هذا الاعتقاد مع وجود دليل يوضح أن خطر حدوث (آي إي) أثناء الروتين اليومي كاستخدام فرشاة الأسنان وتناول الطعام مثلًا هو نفسه عند الخضوع لعملية جراحية للأسنان. دفعت المخاوف المتزايدة بشأن ارتفاع مقاومة المضادات الحيوية إلى تغيير المشورة بشأن المضادات الحيوية الوقائية، إذ اعترض كتيب الوصفات الوطنية البريطانية (بي إني إف) على استخدام العلاج بالمضادات الحيوية في طب الأسنان.
- دليل غير مرض على استنتاج ما إذا كان العلاج بالمضادات الحيوية مفيدًا للمرضى المعرضين لخطر الإصابة بالتهاب الشغاف قبل علاج الأسنان.[12]

«لا يوصى باستخدام المضادات الحيوية  الوقائية لتجنب حدوث (آي إي) بشكل روتيني للأشخاص الذين يخضعون لإجراءات الأسنان» وفقًا للتوصية 1.1.3 من توصيات نيس لعام 2016.